# Eddie Oliva

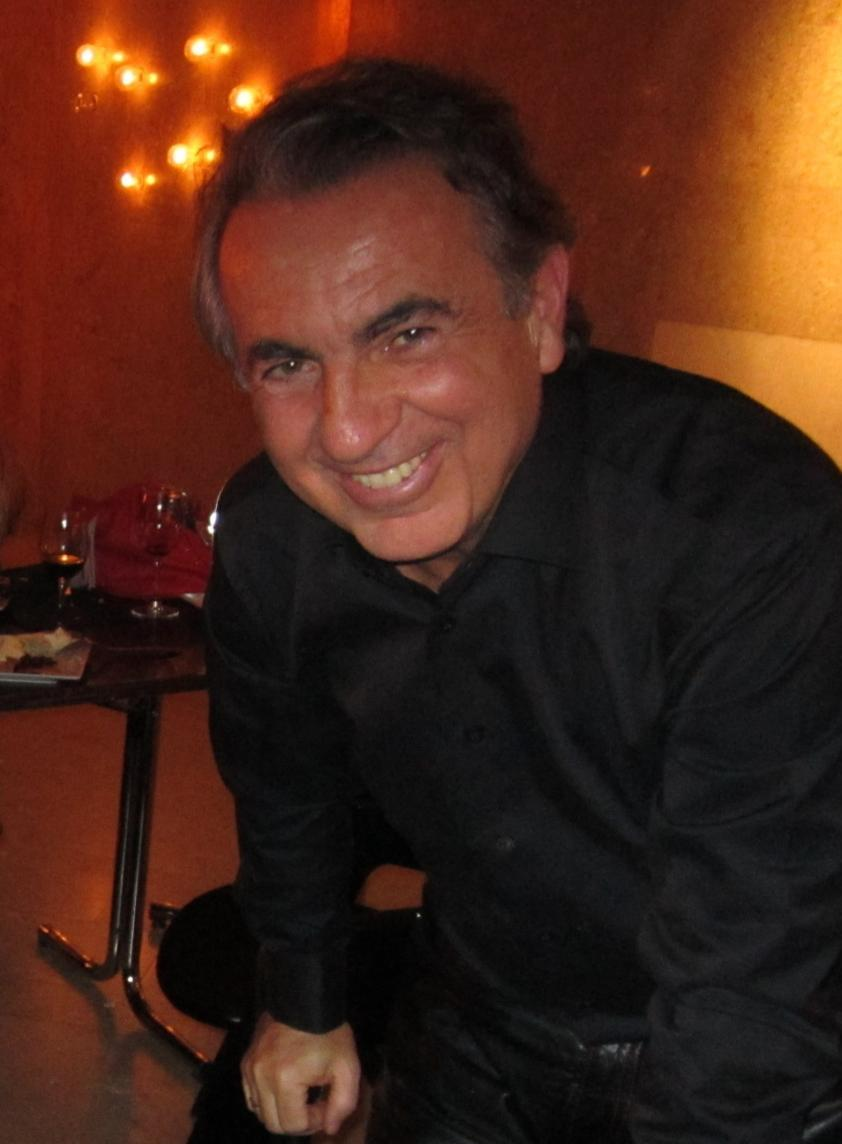
Eddie Oliva i Stockholm 2014.

Edoardo Oliva, känd som Eddie Oliva, född 30 oktober 1948 i Scala, Kampanien, är en italienskfödd svensk sångare och trubadur. Han är bosatt i Sverige sedan 1973.

## Källhänvisningar
1. ↑  Bodin, Anna (2011-05-29): "Eddie Oliva: När Gud skapade Italien var han på gott humör." DN.se. Läst 9 oktober 2014.